# 萨尔达娜·阿夫克先季耶娃
萨尔达娜·弗拉基米罗芙娜·阿夫克先季耶娃（羅馬化：Sardana Vladimirovna Avksent'yeva，羅馬化：Sardaana Vladimir kïïha Avksentïyeva；1970年7月2日），婚前姓氏戈戈列娃，是俄罗斯政治人物，曾于2018年至2021年担任萨哈（雅库特）共和国首都雅库茨克市市长。

## 制裁
阿夫克先季耶娃于2022年因俄乌战争而受到多国制裁，包括英国、美国、欧盟等。

## 个人生活
萨尔达娜·阿夫克先季耶娃的第二任丈夫为维克托·阿夫克先季耶夫。他们抚养了四个孩子。而他与前夫亚历山大育有一位女儿。即长女纳塔利娅。萨尔达娜的第二任丈夫维克托是一名经济科学候选人。